# 알렉스 밴드
알렉스 밴드(Alex Band, 1981년 6월 8일 ~ )는 미국의 가수이다.